# Штер, Матвей Петрович
Матвей Петрович Штер (1776—1847) — российский государственный и общественный деятель, сенатор, действительный тайный советник (1838). Основатель дворянского рода Штер.

## Биография
Родился 1 (12) февраля 1776 года.
С 1808 года статский советник, председатель Комиссии по земельным сборам на Крымском полуострове; 13 сентября 1810 года был произведён в действительные статские советники. С 11 марта 1811 года был воронежским губернатором — до 22 октября 1812 года, когда был «причислен к Герольдии».
С 1816 года — директор Департамента внутренней торговли Министерства финансов Российской империи; с 1820 года — директор Департамента полиции; 12 июля 1823 года был произведён в тайные советники с назначением заведующим Статистическим отделом при Министерстве внутренних дел Российской империи. С 1828 года ему было велено присутствовать в VII департаменте Сената; 2 апреля 1838 года произведён в действительные тайные советники.
Был почётным опекуном Опекунского совета Учреждений императрицы Марии Фёдоровны.
Напечатал «Записки почетного опекуна, действительного тайного советника Штера, о московских училищах Ордена св. Екатерины и Александровском, об Александринском сиротском институте и о Московской Мариинской больнице для бедных» (Москва : Унив. тип., 1838 г. — 40 с.).
Умер в Санкт-Петербурге 25 января (6 февраля) 1847 года. Похоронен на кладбище Алексеевского женского монастыря.
Был награждён всеми российскими орденами вплоть до ордена Святого Александра Невского с бриллиантовыми знаками пожалованные ему в 1840 году.